# Sidokerto (Karangjati)
Sidokerto is een bestuurslaag in het regentschap Ngawi van de provincie Oost-Java, Indonesië. Sidokerto telt 3116 inwoners (volkstelling 2010).